# David Åhman
Pour les articles homonymes, voir Åhman.
David Åhman est un joueur suédois de beach-volley né le 20 décembre 2001 à Umeå. Il a remporté avec Jonatan Hellvig la médaille d'or du tournoi masculin aux Jeux olympiques d'été de 2024, organisés à Paris. 